# Parc national de Viruá
Le parc national de Viruá (en portugais : Parque Nacional do Viruá) est un parc national brésilien situé dans l'état du Roraima, au nord du Brésil. Fondé en 1998, il s'étend sur 2419 km². Il protège une grande mosaïque de paysages, alternant formations ouvertes et forestières, marquées par une énorme hétérogénéité environnementale, se traduisant par une biodiversité élevée. Il est ainsi devenu une référence dans l'étude de ce type d'écosystème en Amazonie.

## Environnement
Le parc s’étend sur une vaste plaine sablonneuse et abrite le bassin alluvial de la rivière Viruá. Le parc est sujet à des inondations saisonnières. Les sols sont extrêmement pauvres en nutriments et très acides. Il n’y a pas de potentiel pour l’agriculture, le pâturage ou l'industrie forestière. Le parc abrite une grande mosaïque de campinarana et de forêts à canopée ouvertes ou fermées. Les nombreux environnements abritent une grande biodiversité, et le parc est l’une des principales zones d’étude du campinarana. Plus de 2 000 espèces de plantes ont pour le moment été identifiées et on estime qu’il y en a plus de 5 000 au total, ce qui en fait l’une des unités de conservation les plus diversifiées sur le plan botanique au Brésil.

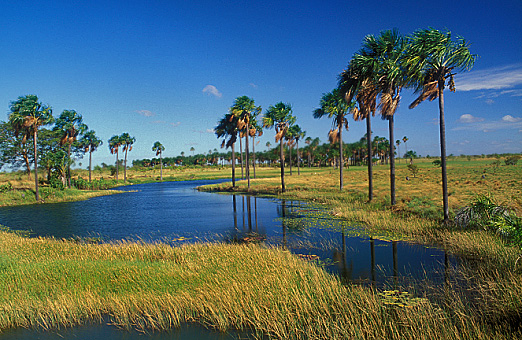
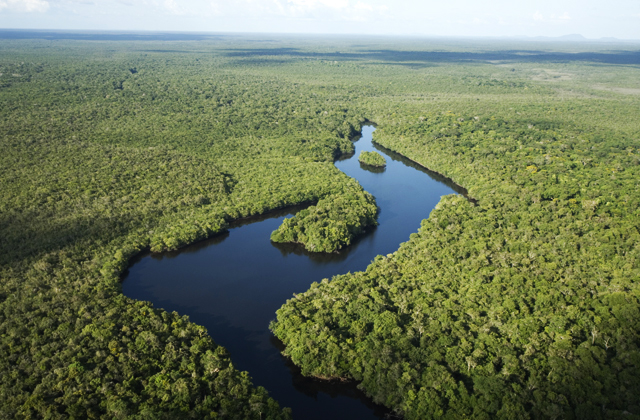